# Фішер (Луїзіана)
Фішер (англ. Fisher) — селище (англ. village) в США, в окрузі Сабін штату Луїзіана. Населення — 197 осіб (2020).

## Географія
Фішер розташований за координатами 31°29′36″ пн. ш. 93°27′35″ зх. д. / 31.49333° пн. ш. 93.45972° зх. д. (31.493301, -93.459759).  За даними Бюро перепису населення США в 2010 році селище мало площу 1,59 км², уся площа — суходіл.

## Демографія
Згідно з переписом 2010 року, у селищі мешкало 230 осіб у 91 домогосподарстві у складі 69 родин. Густота населення становила 145 осіб/км².  Було 108 помешкань (68/км²).
Расовий склад населення:
| - 64,3 % — білих - 31,3 % — чорних або афроамериканців - 1,7 % — корінних американців - 1,3 % — осіб інших рас |

До двох чи більше рас належало 1,3 %. Частка іспаномовних становила 3,0 % від усіх жителів.
За віковим діапазоном населення розподілялося таким чином: 19,1 % — особи молодші 18 років, 67,4 % — особи у віці 18—64 років, 13,5 % — особи у віці 65 років та старші. Медіана віку мешканця становила 44,0 року. На 100 осіб жіночої статі у селищі припадало 90,1 чоловіків;  на 100 жінок у віці від 18 років та старших — 89,8 чоловіків також старших 18 років.
Середній дохід на одне домашнє господарство  становив 62 356 доларів США (медіана — 52 500), а середній дохід на одну сім'ю — 71 354 долари (медіана — 54 375). За межею бідності перебувало 14,0 % осіб, у тому числі 17,8 % дітей у віці до 18 років та 27,0 % осіб у віці 65 років та старших.
Цивільне працевлаштоване населення становило 101 особа. Основні галузі зайнятості: освіта, охорона здоров'я та соціальна допомога — 39,6 %, сільське господарство, лісництво, риболовля — 15,8 %, виробництво — 13,9 %.